# 陈美人
陈氏，生卒年不详，南朝宋文帝刘义隆的美人（低级妃嫔）。元嘉二十四年，生下皇十七子刘夷父。母子皆无宠无权。
刘夷父没有受过任何封号或者官爵，元嘉二十九年就死了，其父亲、两个兄长（刘劭、刘骏）及侄子刘子业在位期间也都没有给予过任何追赠。直到明帝泰始五年，才给他追封为新野王，谥号怀。陈美人再无记载。